# Loxodocus pallidus
Loxodocus pallidus är en stekelart som beskrevs av Ugalde och Ian D. Gauld 2002. Loxodocus pallidus ingår i släktet Loxodocus och familjen brokparasitsteklar. Inga underarter finns listade i Catalogue of Life.